# Lutjegast
Lutjegast is een dorp in het Westerkwartier in de Nederlandse provincie Groningen. Het dorp behoort tot de gemeente Westerkwartier.
De etymologische betekenis van 'lutje' is 'klein'. Een gast is een zanderige verhoging in een overigens moerasachtig drasland.

## Geografie
Lutjegast ligt in het westen van de provincie Groningen, dicht bij de grens met de provincie Friesland. Ongeveer één kilometer ten zuiden van het dorp ligt Grootegast, dat tot 2019 de hoofdplaats was van de gelijknamige gemeente waar ook Lutjegast onder viel. Ten noorden van het dorp ligt het Van Starkenborghkanaal, waar een hoge brug de verbinding vormt met het gehucht Eibersburen. Andere omliggende buurtschappen zijn onder meer De Wieren, De Bombay, De Eest, Dorp, Buikstede en Westerzand. Ten westen van Lutjegast ligt het landschap van de Doezumertocht.

## Abel Tasman
Lutjegast is de geboorteplaats van de beroemde zeevaarder Abel Tasman, wiens geboortehuis echter niet meer bestaat. Wel herinneren een monument en een gedenksteen aan Lutjegasts beroemdste zoon, evenals een straatnaam in het dorp, namelijk de straat waar Abel Tasman zelf aan gewoond heeft.
In een zijvleugel van het gebouw Kompas is een museum ingericht, gewijd aan de scheepsreis van Tasman, aan zijn ontdekkingen en aan zijn ontmoeting met de Maori's. Behalve scheepsmodellen en persoonlijke bezittingen toont het museum ook kunstvoorwerpen, gemaakt door Maori woonachtig bij de Golden Bay, waar Tasman in december 1642 aan land ging.

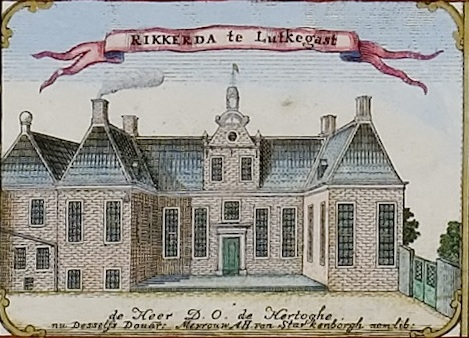
De Rikkerdaborg op de kaart van Theodorus Beckeringh (1781)
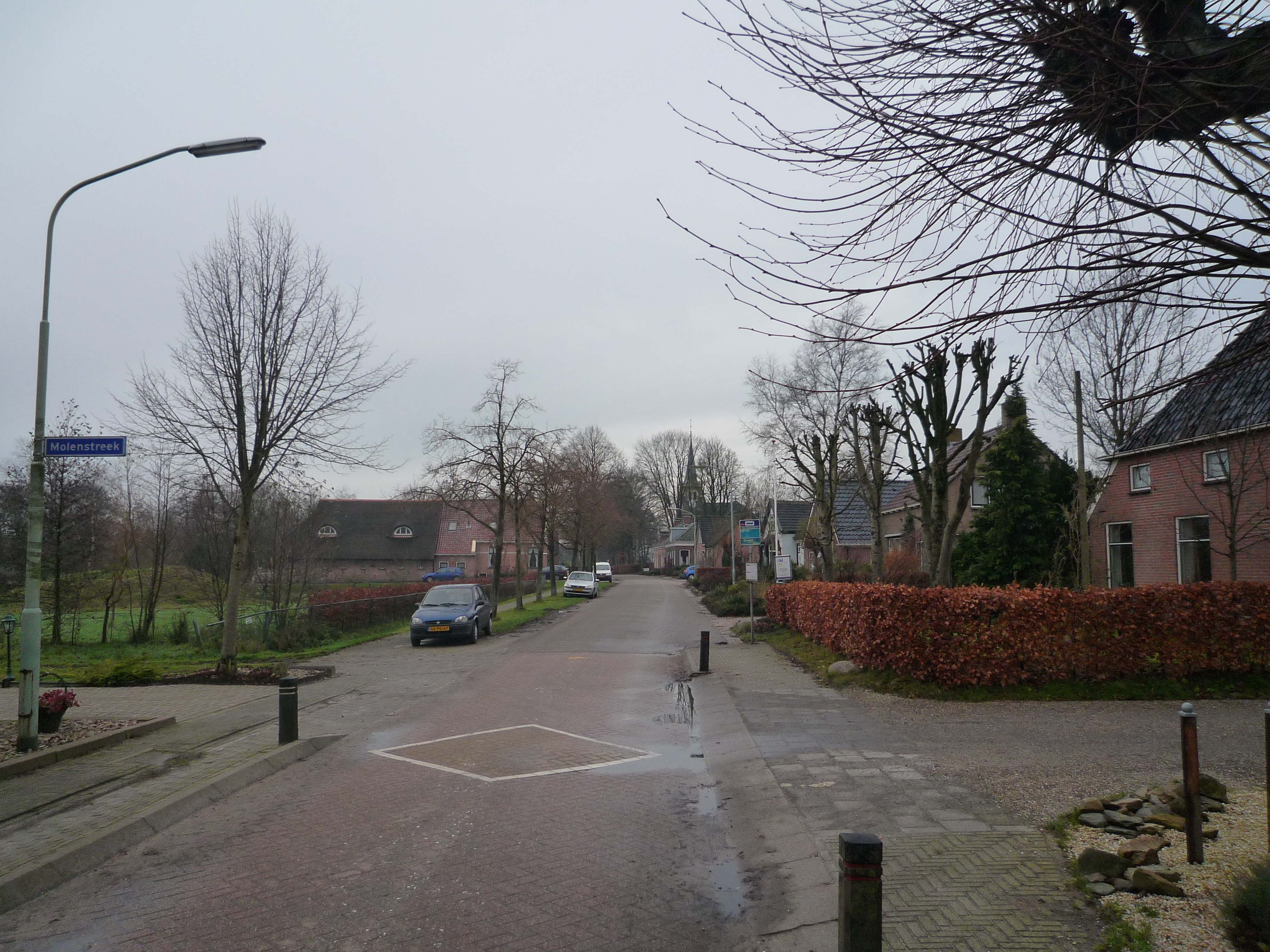
Abel Tasmanweg
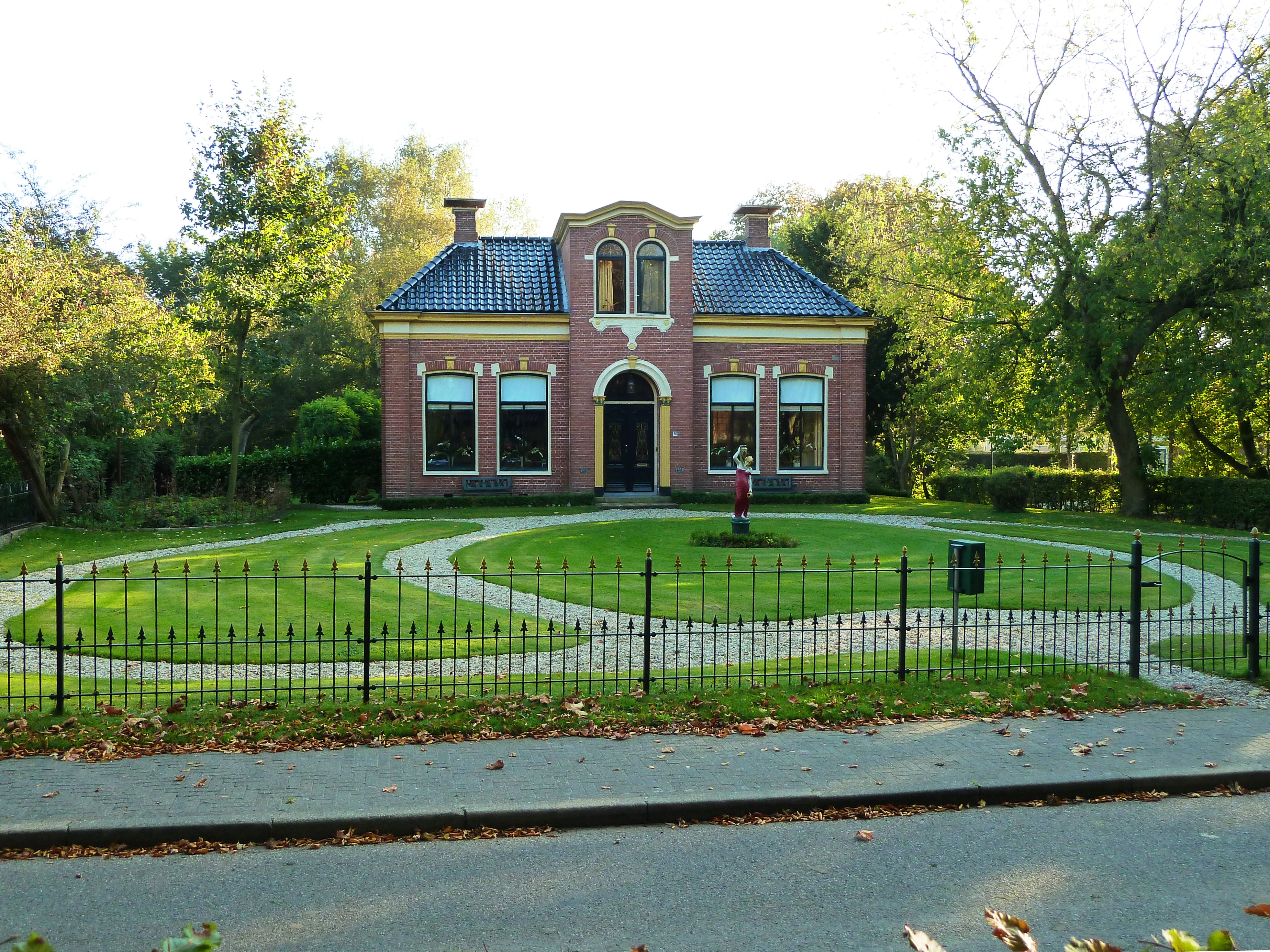
Hervormde pastorie uit 1885
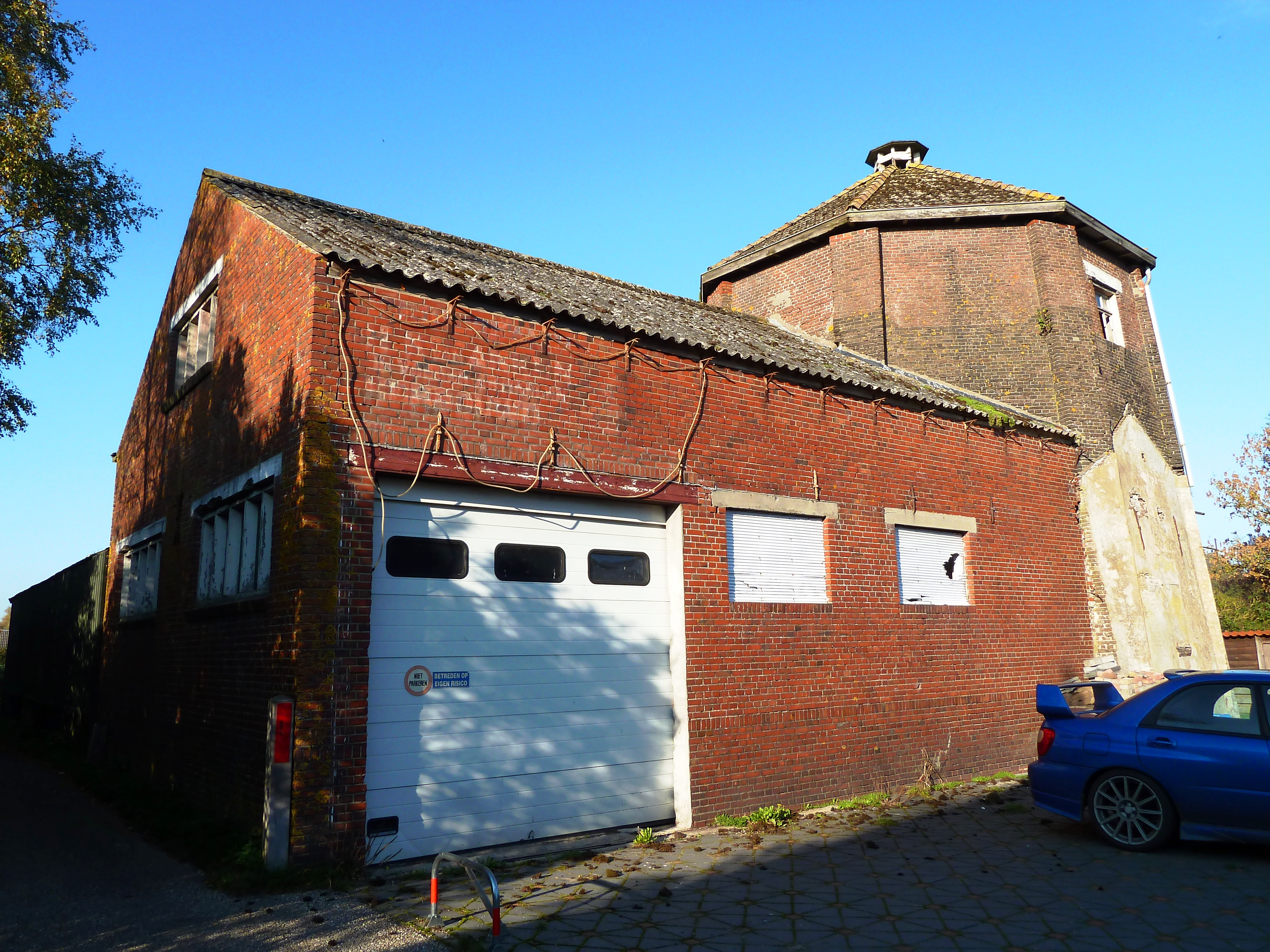
Restant van de rogge- en pelmolen 'Molen Van Anken' uit 1856

## Kerken
Lutjegast telt momenteel drie kerkgebouwen. De hervormde kerk dateert uit 1877 en werd in 1922 gerestaureerd. De kerk heeft een of meerdere voorgangers gehad, waarvan de laatste rond 1870 werd afgebroken. Veel meer is er niet bekend doordat de kerkelijke archieven verloren gegaan zijn, mogelijk bij een brand tijdens de beeldenstorm. Van de vorige kerk, de fundamenten waarvan de huidige kerk is gebouwd, resteert alleen een 19e-eeuwse tekening die vroeger op de Rikkerdaborg hing. In 1842 werd in het vorige gebouw een orgel van G.P. Dik geplaatst, dat naar het nieuwe gebouw werd overgeplaatst alvorens in 1911 het huidige orgel van Van Oeckelen werd geplaatst. Deels onder de kerk en deels buiten de kerk bevindt zich de grafkelder van de familie Prott. Boven op de grafzerk daarvan staat de 17e-eeuwse kansel met het wapen van de Protts. Tot de overige elementen die overgebracht werden uit de vroegere kerk behoren een doopvont en een zilveren avondmaalsbeker uit 1643. In 1953 werd een gedenksteen aan Abel Tasman in de buitenmuur geplaatst, die door de Tasmaanse premier Robert Cosgrove werd onthuld.
De expressionistische gereformeerde kruiskerk werd volgens een gevelsteen gebouwd in 1921 naar een ontwerp van J. de Haan en heeft ook een voorganger gehad uit 1866, die in 1922 werd afgebroken. In 1929 werd een christelijk-gereformeerde kerk gebouwd, waar na de vrijmaking vanaf 1945 ook een aantal jaren vrijgemaakten samenkwamen. Pas in 1947 werd er een christelijk gereformeerde gemeente gesticht, die uiteindelijk begin 2010 is opgeheven.

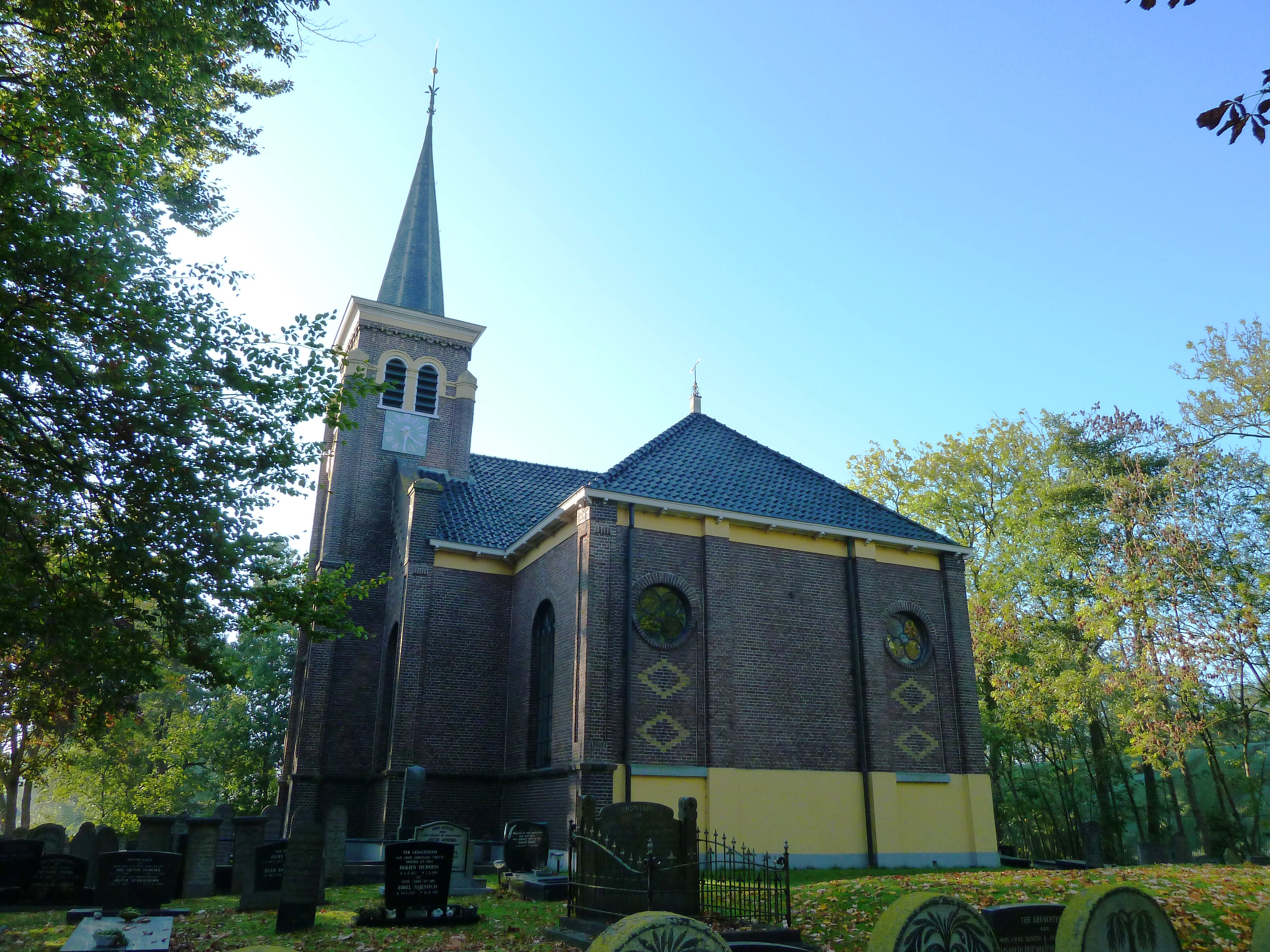
Hervormde kerk (1877)
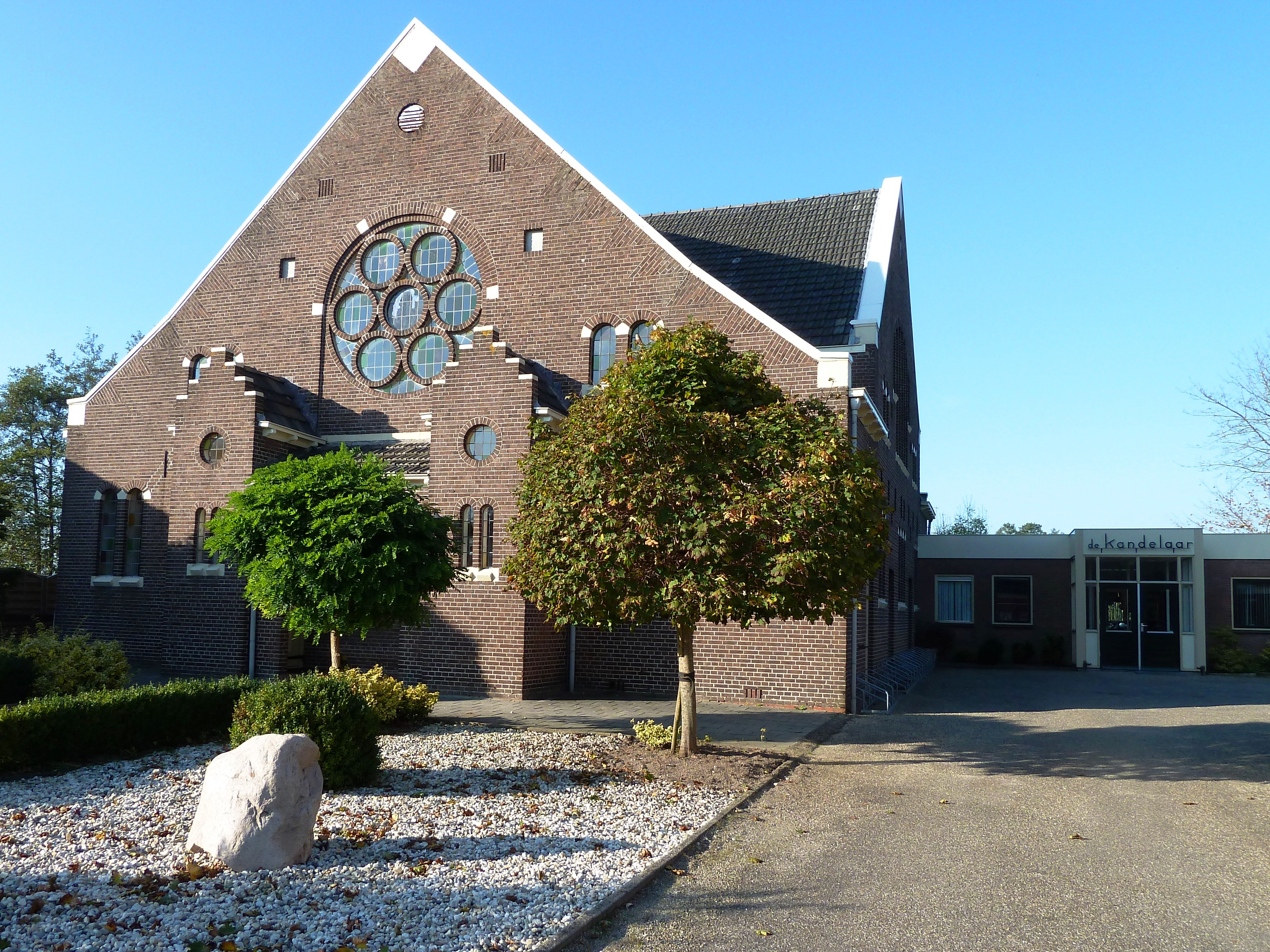
Gereformeerde kerk (1921)
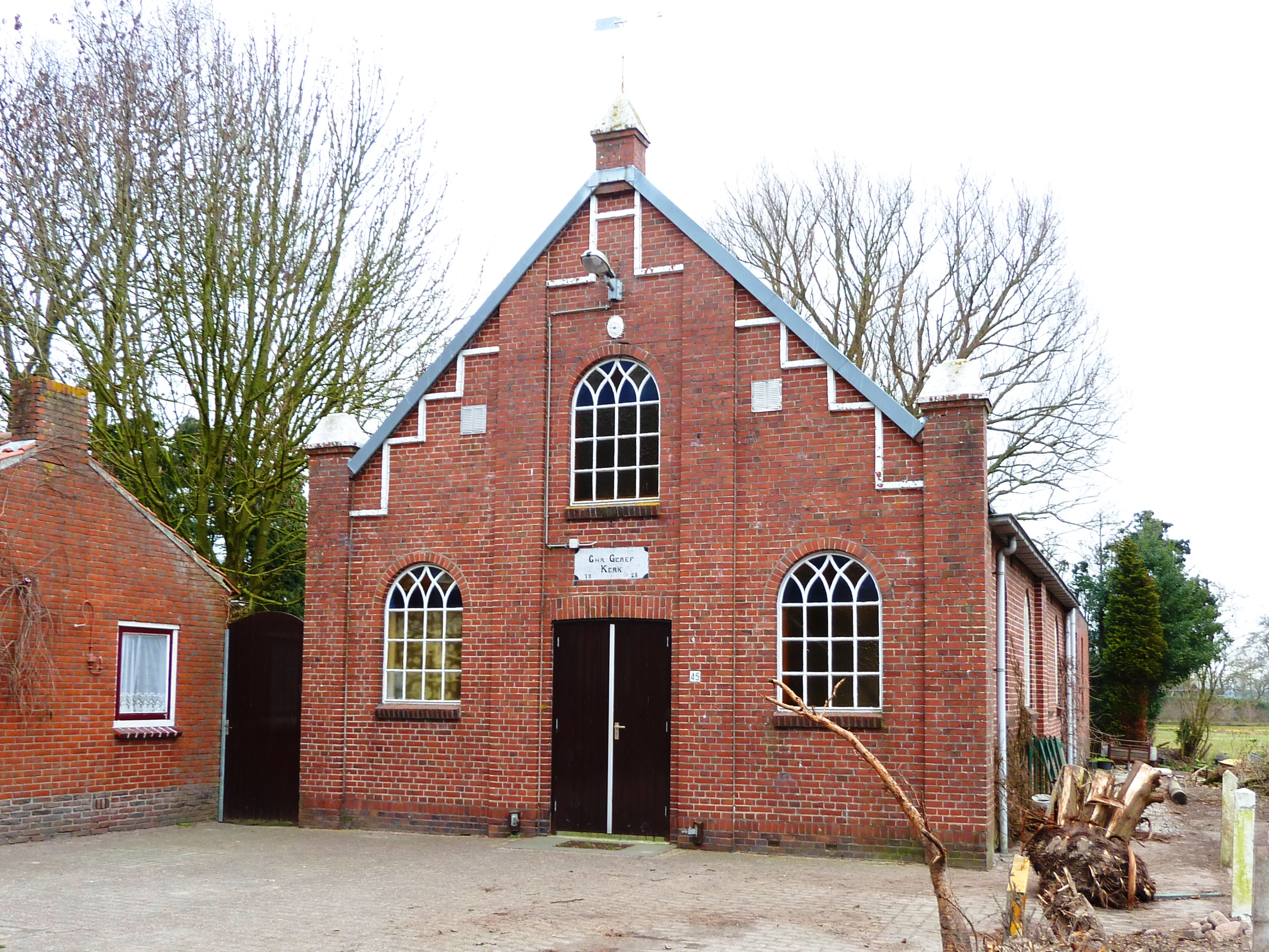
Christelijk-gereformeerde kerk (1929)

## Kunstwerk De Baak
In 2006 werd De Baak geplaatst, een enorm kunstwerk van Rob Schreefel, gemaakt uit zwerfstenen. Lutjegast ligt geologisch op het noordelijkste puntje van het Drents Plateau. Het heeft een afwisselend, deels voormalig agrarisch landschap, dat door Staatsbosbeheer is heringericht. Natuurwandelingen beginnen bij het Abel Tasmanpad, ter hoogte van De Baak.

## Windhoos
Op zondagavond 3 augustus 2008 werd het buitengebied van Doezum - Lutjegast - Sebaldeburen getroffen door een zware windhoos. Ongeveer vijftien gebouwen werden zeer ernstig beschadigd, waardoor een miljoenenschade ontstond. Er vielen geen slachtoffers.

## Bekende mensen uit Lutjegast
Geboren
- Abel Tasman (1603-1659), wereldberoemde ontdekkingsreiziger, ontdekte o.a. Nieuw-Zeeland
- Else Kooi (1932-2001), scheikundige, bekend geworden door zijn werk aan de transistortechnologie en als adjunct-directeur van het Philips Natuurkundig Laboratorium
- Rieks van der Velde (1961), componist, arrangeur, dirigent en eufoniumspeler
- Klaasje Meijer (1995), zangeres, voormalig lid van K3

Getogen
- Arjen Lubach (Groningen, 1979), schrijver, cabaretier, televisiepresentator

## Trivia
- In Noord-Duitsland, in de gemeente Westoverledingen, ligt een gehucht dat Lütjegaste heet. Vlak bij deze plaats ligt Grotegaste.